# سنیکا مارتین-گرین
سُنیکا مارتین-گرین (انگلیسی: Sonequa Martin-Green؛ زادهٔ ۲۱ مارس ۱۹۸۵) بازیگر اهل ایالات متحده آمریکا است. وی از سال ۲۰۰۵ میلادی تاکنون مشغول فعالیت بوده‌است.

## گزیدهٔ آثار

### تلویزیون
- روزی روزگاری (۲۰۱۳)
- مردگان متحرک (۲۰۱۲ تا کنون)
- دختر سخن‌چین (۲۰۱۱)
- همسر خوب (۲۰۱۱–۲۰۰۹)
- نظم و قانون: نیت مجرمانه (۲۰۰۸)

### سینما
- هرج‌ومرج فضایی: میراث جدید (۲۰۲۱)
- دوست مرده من زوئی (۲۰۲۴)
- نفت سارا (۲۰۲۵)